# 공공 신용에 대한 첫 번째 보고서
공공 신용에 대한 첫 번째 보고서(영어: First Report on the Public Credit)는 미국 건국의 아버지이자 초대 미국의 재무장관인 알렉산더 해밀턴이 의회의 요청에 따라 제출한 재정 및 경제 정책에 관한 네 가지 주요 보고서 중 하나였다. 이 보고서는 미국의 재정 상태를 분석하고 국가 부채를 재조직하고 공공 신용을 확립하기 위한 권고를 했다. 1789년 9월 21일 미국 하원의 위임을 받은 이 보고서는 1790년 1월 9일 제1차 미국 의회의 두 번째 회기에서 발표되었다.
40,000단어에 달하는 이 문서는 정부 증권 보유자들에게 액면가 전액을 지불하고("상환") 연방 정부가 모든 주 부채("인수")에 대한 자금 조달을 책임질 것을 요구했다. 이로 인해 발생한 의회의 정치적 교착 상태는 1790년 타협으로 이어졌고, 이는 포토맥 강에 영구적인 미국 수도("거주")를 건설하게 되었다.
연방당이 해밀턴의 개혁에 대한 승인을 얻는 데 성공하면서, 야당인 민주공화당이 부상했고 이는 미국 정치에서 수십 년간 지속될 정치적 투쟁의 발판을 마련했다.

## 연합규약 하의 정부 부채
미국 독립 혁명 동안, 연합규약 하의 대륙회의는 막대한 전쟁 부채를 쌓았지만, 관세나 다른 세금으로 이러한 의무를 이행할 권한이 없었다. 임시방편으로 혁명 정부는 지폐와 신용증서를 발행했지만, 그 통화는 빠르게 가치 하락을 겪었다. 파산을 피하기 위해 대륙회의는 2억 달러의 부채 중 1억 9천 5백만 달러를 법령으로 없앴다. 미국 독립 전쟁 이후, "대륙화폐"라고 불렸던 대륙 통화는 가치가 없다고 간주되었다.

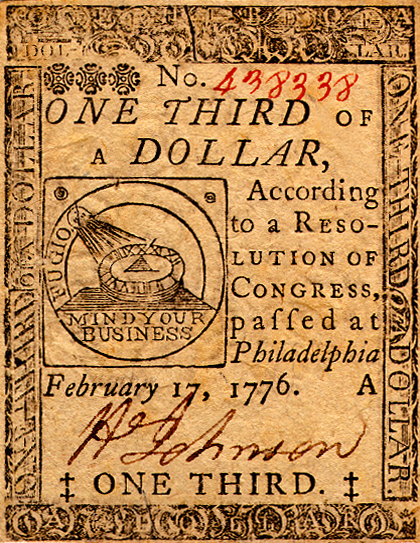
대륙 1/3달러 지폐 (앞면)

재정이 혼란에 빠지자, 입법부는 재정적 책임을 13개 주로 전가하여 포기했다. 주 입법부가 지역 세금으로 전쟁 물자 할당량을 채우지 못하자, 애국자 군대는 농부와 상인으로부터 물품을 몰수하고 불확실한 가치의 차용증서로 보상했다. 전쟁이 끝날 무렵, 9천만 달러 이상의 주 부채가 미결 상태였다. 도시 상업 중심지의 경제 위기로 악화된 주 및 국가 재정 혼란의 대부분은 보고서가 발표될 때까지 해결되지 않았다.

## 국가 부채 자금 조달
1787년 미국 헌법 비준과 함께, 의회는 재정 의무를 이행하기 위해 수입 관세와 세금을 부과할 수 있게 되었다.
보고서에 따르면 미국의 국가 부채는 국내 부채 4천만 달러와 대외 부채 1천2백만 달러를 포함하며, 이 둘은 모두 대륙회의에서 물려받은 것이다. 또한, 13개 주는 미국 독립 혁명 중 발생한 부채로 총 2천5백만 달러를 빚지고 있었다. 계산된 미국의 총 부채는 7천7백만 달러였다.
의회에서는 중앙 정부 운영 비용을 충당하고 대외 및 국내 부채의 이자와 원금을 지불하기 위한 주요 수입원으로서 관세 및 톤세에 대한 합의가 형성되었다. 하원을 이끌던 미국 하원의원 제임스 매디슨의 지휘 아래, 1789년 7월 4일 관세법이 통과되었다.
의회는 1789년 9월 행정부 부서를 창설했고, 알렉산더 해밀턴은 강력한 재무부를 규제하기 위해 상원의 인준을 받았다. 해밀턴의 임명을 "적극적으로 추진했던" 매디슨은 강력한 중앙 정부를 만드는 데 협력할 것으로 예상되었다.

## 공공 신용 확립을 위한 계획: 부인, 차별, 상환

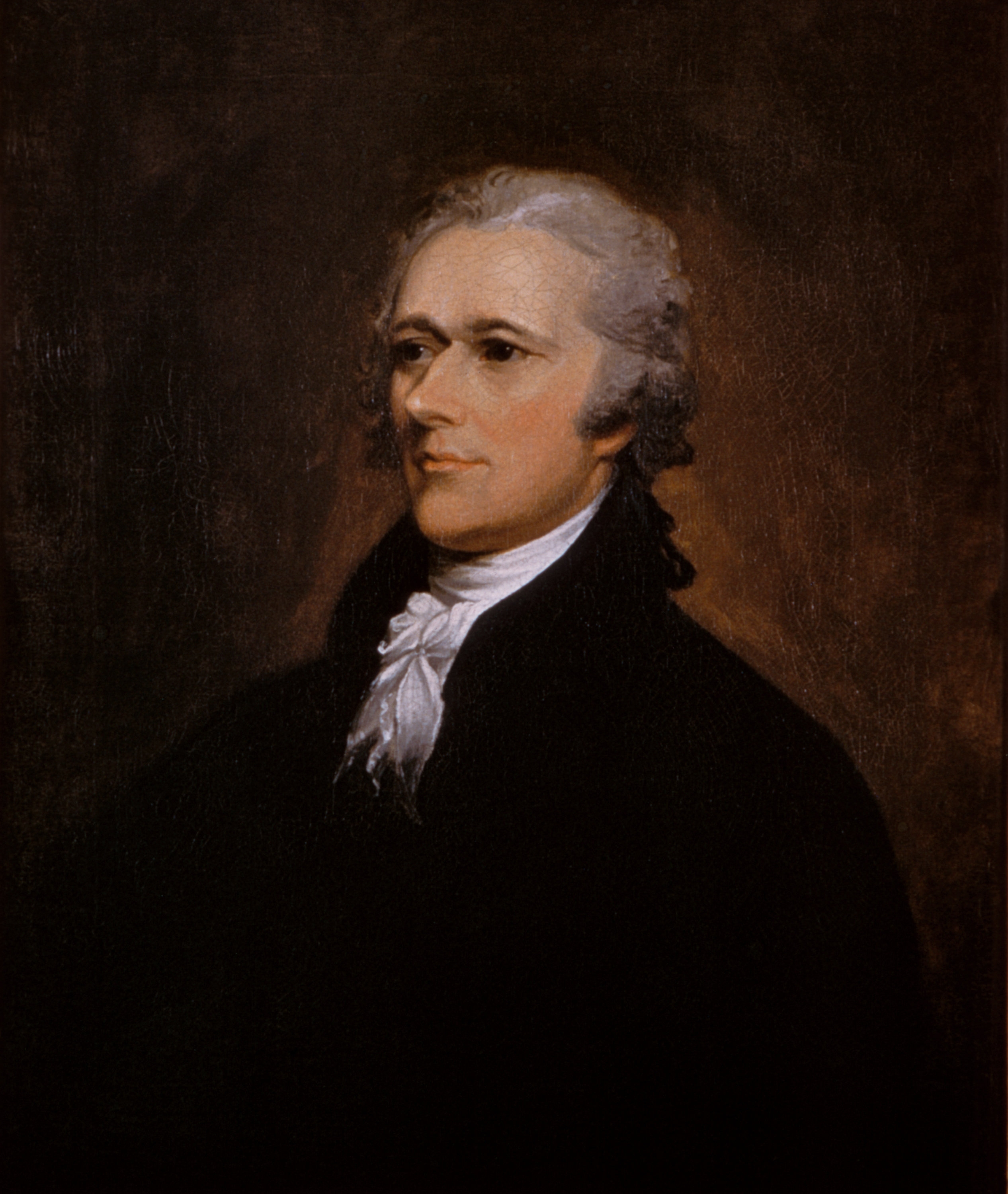
존 트럼블이 1806년에 그린 알렉산더 해밀턴의 초상화

수입원이 법제화되자 의회는 공공 신용이라는 시급한 문제에 착수했다. 국가가 지속되려면 정부 신용, 즉 정부의 차입 능력을 확립하는 것이 필수적으로 여겨졌다. 투자자들이 미국 증권을 매입하도록 설득하려면 이자 지급을 안정적으로 할 수 있는 시스템이 필요했다. 물려받은 부채 부담의 규모를 고려할 때, 의회는 경제적으로 이를 처리하고 싶어 했으며, "유일한 진정한 의견 차이는... 정부 신용을 확립하기 위해 기존 부채 중 얼마나 많은 부분을 상환해야 하는가"였다.
새로운 연방 정부 하에서 국내 부채를 갚기 위한 다양한 계획들이 고려되었다. 일부 지지자들은 부채를 급격히 상환하여 세금 부담을 줄이고자 했다. 대출 불이행 제안은 부분적 또는 완전한 "부인"으로 불렸다. 그러나 그들 중 어느 누구도 1,200만 달러의 대외 부채 중 어느 부분이라도 불이행할 것을 제안하지 않았는데, 이는 이자 150만 달러와 함께 "전액 지불되어야 할 신성한 의무"로 간주되었다.
국가의 4천만 달러 국내 부채의 상당 부분은 독립 전쟁을 대출이나 개인 서비스로 지원했던 애국자들에게 빚지고 있었다. 그들 중 다수는 1783년 동원 해제 시 차용증서, "채무 증서" 또는 "증권"(가치 없는 대륙 통화나 신용증서와 혼동하지 말 것)으로 지급받았고, 정부의 재정 질서가 회복되면 상환될 예정이었다.
증서를 투기꾼들에게 할인된 가격으로 넘긴 전직 병사들에게 더 동정적인 계획은 "차별"로 불렸으며, 증권의 원래 소유자에게는 액면가 전액을 지불하고, 현재 소유자에게는 매입 가격으로 상환할 것을 요구했다. 그러나 합산된 지급액은 원래 증서의 액면가를 초과할 것이었다.
미국 하원의원 제임스 매디슨은 액면가 부채 상환이라는 연방 의무를 보존할 수 있는 자신만의 "차별" 방안을 제시했다. 그의 방안에서는 현재 증서 보유자에게는 가치 하락된 증서의 매입 가격으로 상환하고, 잔액은 원래 소유자에게 지급할 것이었다. 정부의 지출은 원래 증서의 액면가와 일치할 것이었다.
해밀턴은 "부인"과 "차별"을 모두 거부하고, 현재 증서 보유자에게만 미지급 이자와 함께 전액을 지급하는 "상환"을 옹호했다.
1789년 9월 제1차 의회 첫 회기 말, 공공 신용 확립 문제가 해결되지 않자, 입법부는 신임 재무장관 알렉산더 해밀턴에게 신용에 관한 보고서를 준비하도록 지시했다.

## 해밀턴의 "상환"에 대한 정치적 논쟁

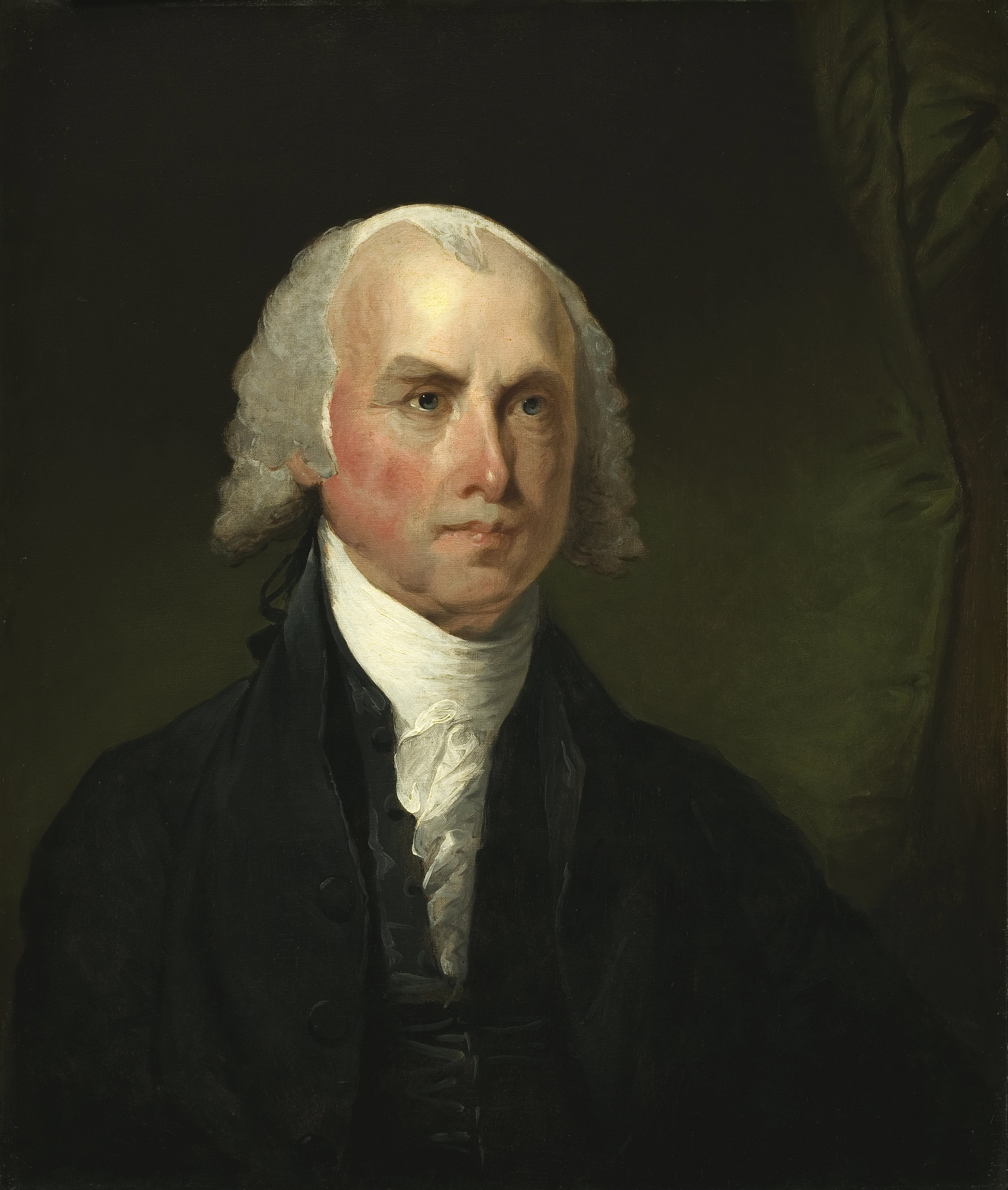
제임스 매디슨

해밀턴의 공공 신용에 대한 첫 번째 보고서는 1790년 1월 9일에 의회에 제출되었다. 이 보고서는 정부 신용 확립의 기초로서 모든 정부 부채를 전액 상환할 것을 요구했다. 해밀턴은 정부 증권에 대한 투자에 유리한 환경을 조성하고 공공 부채를 자본원으로 전환하는 데 필요하다고 주장했다. 그의 모델은 채권자에 대한 충실성을 절대적으로 요구하는 영국 금융 시스템이었다.
정부가 차입을 재개하기 전에, 해밀턴은 미지급 이자 1,300만 달러를 원금으로 전환하고, 재발행된 증권에 대해 4%의 이자를 지급해야 한다고 주장했다. 이 계획은 정부 관세 및 톤세 수입의 일부를 지급 일정에 취소 불가능하게 담보로 잡는 방식으로 자금이 조달될 것이었다. 또한, 계약된 부채는 그러한 목적으로 할당된 우편 서비스 수입에서 파생된 감채 기금으로 상환될 것이었다.
국가 부채를 청산하기보다는 해밀턴은 정부 증권이 경화와 동등한 가치의 법정 통화로 교환될 수 있도록 액면가로 거래되도록 권고했다. 공공 부채의 정기적인 지급은 의회가 연방 통화 공급을 안전하게 늘릴 수 있게 하여 농업과 제조업에 대한 자본 투자를 촉진할 것이었다. 경제적 번영과 함께 기업들은 세금 부담을 더 쉽게 감당하고 국가 부채를 상환할 수 있는 수익을 제공할 것이었다.
새로운 헌법 하의 의회가 증서에 대해 액면가로 지불할 수 있다는 소식을 접한 돈 많은 투기꾼들은 이익과 투자를 위해 가치 하락된 증권을 사들이려 했다. 증서의 거의 4분의 3에 달하는 많은 증서가 인플레이션 기간 동안 액면가보다 훨씬 낮은 가격에 교환되었고, 일부는 1달러당 10센트까지 떨어졌지만, 보고서가 논의되는 동안 20~25%에 판매되었기 때문에 우려가 제기되었다.
1790년 1월 보고서가 공개되자 필라델피아와 뉴욕의 투기꾼들은 남부가 이 계획을 알기 전에 증권을 사들이기 위해 배를 타고 남부 주로 구매자를 보냈다. 남부에 소식이 전해진 후에도 가치 하락된 증서는 보유자들에 의해 낮은 가격으로 양도되었는데, 이는 신용 및 인수 조치가 의회에서 부결될 것이라는 남부의 광범위한 확신을 반영했다. 해밀턴의 계획이 발표된 지 몇 달 후에도 정부 증서의 가치는 계속 하락했고, "판매자들은 구매자들에게 투기했다."
미국 하원의원 제임스 매디슨은 해밀턴의 "상환"에 대해 강력한 반대를 주도했지만 좋은 신용의 발전을 전적으로 지지했다. 1790년 2월 11일 하원 연설에서 매디슨은 해밀턴의 "상환"을 "독립 전쟁의 전투에 지친 베테랑"을 사기 치는 공식이자, 잘 사는 투기꾼들, 주로 일부 의원들을 포함한 부유한 북부인들에게 주는 특혜로 규정했다. 매디슨의 "차별"은 재정적 정당성과 자연적 정의의 이름으로 그러한 남용을 바로잡을 것을 약속했다.
자신의 고향인 버지니아 주에 울려 퍼지는 정치적 수사를 논쟁에 도입하면서, 매디슨은 민주당을 위한 전국 정당의 기반을 마련했다. "상환"에 대한 그의 원칙적인 반대는 덜 강력한 세력을 다수 이익으로부터 보호하도록 설계된 연방 정부에 대한 그의 견해와 일치했다. 이 경우 그의 농업 유권자를 연방주의자들이 후원하는 경제적 민족주의로부터 보호하는 것이었다.
"상환"에 대한 해밀턴의 경제적 입장 핵심은 약속 어음의 신성성에 대한 어떠한 타협도 신용에 대한 신뢰를 훼손할 것이며 자본을 소수에게 집중시키는 것이 상업 투자를 강화하고 건설적인 경제 성장을 장려할 것이라는 점이었다. 이는 기업에 대한 정부 신용을 확대할 것이었다.
해밀턴의 계획이 재정을 크게 간소화하고 효율화할 것이기 때문에, 그는 정부 증권의 원래 소유자와 현재 소유자 모두를 존중하는 문제에 대한 매디슨의 우려를 순진하고 비생산적이라고 보았다.
투기의 영향에 대해 훨씬 더 폭넓은 시각을 채택한 해밀턴은 많은 증서가 부유한 개인에 의해 취득되었음을 인정했지만, "몇몇 큰 재산"을 사소한 중요성으로 간주하고 건전한 신용으로의 전환에 있어서 "필요악"으로 보았다. 그의 목표는 "나라를 섬기는 것이지, 특정 집단을 부유하게 하는 것이 아니었으며", 파산을 피하기 위해 국가 통화에 대한 신뢰를 확립하는 것이었다. 궁극적으로 그는 미국의 운명으로 인식하는 광대한 생산 잠재력을 발휘하기를 원했다.
그러나 해밀턴은 자신의 프로그램의 효용성을 홍보하면서 전후 투기로 인한 전시 애국자들에 대한 불공정이라는 대중의 인식을 다루는 것을 소홀히 했다. 연방주의자들은 자신들의 정치적 운명을 금융 엘리트들에게 묶으면서, 자신들의 자연스러운 정치적 기반인 "소상인과 보수적인 농민"을 육성하지 못했다. 해밀턴은 몇 년 후 "연방주의자들은... 자신들의 정책의 정당성과 유용성에 너무 많이 의존하여, 공정하고 정당한 수단으로 대중의 지지를 얻는 것을 소홀히 했다"고 고백했다.
의회는 하원에서 36대 13으로 매디슨의 "차별"을 거부하고 해밀턴의 "상환"을 지지했는데, 이는 계약의 신성성을 공공 신용에 대한 신뢰를 확립하는 초석으로 보존했다. 그러나 매디슨의 패배는 그에게 "평범한 사람들의 친구"라는 명성을 안겨주었다.
| “ | 신용, 사적인 것이든 공적인 것이든, 모든 나라에 가장 중요하다. 이것은 활력의 원동력이라고 불릴 수 있을 것이다. | ” |
|   | — 알렉산더 해밀턴                                                                                             |   |

## "인수": 주 부채를 연방 정부로 이전
해밀턴의 재정 개혁에서 핵심 조항은 "인수"로 불렸으며, 이는 13개 주가 미지급 부채 2,500만 달러를 통합하여 일반 재정 계획에 따라 연방 정부로 이전하여 상환하도록 요구했다.
해밀턴의 주요 목표는 경제적, 정치적 모두였다. 경제적으로 주 증권은 가치의 지역적 변동에 취약하여 투기적 매매 활동에 노출되었고, 이는 국가 신용 시스템의 무결성을 위협할 수 있었다. 더욱이 각 주 입법부가 별도의 상환 계획을 수립함에 따라 연방 정부는 세금 수입원을 놓고 주와 경쟁해야 했다. 해밀턴의 "인수"는 그러한 갈등을 제거할 것을 약속했다.
정치적으로 해밀턴은 자신의 경제적 민족주의의 성공과 금융 운명을 연결함으로써 "채권자들을 새로운 [중앙] 정부에 묶어두려" 했다. 이는 결국 주 권한의 점진적인 감소와 연방 영향력의 상대적인 증가를 초래할 것이었다.

## 인수에 대한 농업 지대 반대
해밀턴의 재정 계획과 "상환"은 비교적 빠르게 승인되었지만, "인수"는 제임스 매디슨이 이끄는 남부 의원들의 격렬한 저항에 부딪혔다.
"인수"의 효과 중 하나는 공동 부채 부담을 모든 주에 분배하는 것으로, 더 재정 건전한 주들이 더 많은 부채를 진 주들의 몫을 지불하는 것이었다. 사우스캐롤라이나를 제외한 대부분의 남부 주들은 전시 부채의 대부분을 성공적으로 상환했다. 비교적 부채가 적었던 버지니아는 "인수"에 대한 반대 운동을 주도했다. 매디슨은 제안된 국가 세금이 이윤 마진이 적은 버지니아 농장주들에게 과도한 부담이 될 것이라고 주장했다. 재정 관리를 제대로 하지 못했다고 의심되는 주들에게 건전한 주들이 기여하도록 요구하는 것은 부당하다고 여겨졌다.
"인수" 투표에 앞서, 매디슨은 계획에 따라 각 주가 기여해야 할 부담을 결정하기 위해 "정산"이라고 불리는 주 계정 균형을 주장했다. 그는 해밀턴의 계획에 따라 버지니아가 5백만 달러의 새로운 연방 수입을 제공해야 하지만, 연방 정부는 버지니아 부채 중 3백만 달러만 인수할 것이라고 계산했다.
재무부에 부채를 양도함으로써 주들은 주 문제에 대한 국가 차원의 집단적 의사결정 원칙을 승인하고 연방 정부의 영향력을 "엄청나게 강화"할 것이었다. 반대의 핵심에는 "통합"에 대한 정치적 두려움이 있었는데, 이는 권력과 부가 소수의 손에 집중되고 주들이 "새로운 연방 정부에 흡수될" 것이라는 우려였다.
매디슨과 그의 하원 다수는 4월 시험 투표에서 "인수" 법안 통과를 저지했다. 이후의 투표도 부결되었고 1790년 6월까지 "의회 업무를 중단"시켰다.

## "거주", "인수", 그리고 "만찬 협상"
미국 헌법은 영구적인 "정부 소재지"인 국가 수도의 설립을 규정했지만, 위치를 지정하지 않았다. 뉴욕시는 영구적인 "거주지"가 합의될 때까지 연방 업무를 수행하는 임시 장소 역할을 했다. "거주 문제"에 대한 격렬한 의회 논쟁이 발생했으며, 경쟁하는 주들에서 16개의 가능한 장소를 식별하는 제안들이 나왔지만, 어느 곳도 다수의 지지를 얻지 못했다. 여러 정부 관리들과 주 대표단은 비밀 회의와 정치적 만찬을 통해 "거주" 논쟁을 해밀턴의 재정 프로그램 통과와 연결함으로써 교착 상태에 빠진 "인수" 법안을 해결하려 했다.
프랑스에서 외교관으로 활동하다가 최근 귀국한 토머스 제퍼슨은 유럽의 금융 중심지에서 미국의 정당성을 확립하기 위한 해밀턴의 재정 목표의 실제적인 필요성을 이해했다. 신임 국무장관으로서 제퍼슨은 해밀턴을 야당 지도자 제임스 매디슨과 비공개로 만나 "인수"와 "거주"에 대한 타협을 중개하려 했다. "만찬 협상"으로 매디슨은 반대를 철회하고 인수 법안의 통과를 허용했다. 해밀턴은 그 대가로 현재의 워싱턴 D.C.인 포토맥 강변 조지타운에 국가 수도를 영구적으로 설립하는 것에 대한 반대를 억제하는 데 동의했다. 포토맥 위치는 이미 확보되었기 때문에 해밀턴의 지지는 불필요했다.
제퍼슨과 매디슨은 해밀턴의 경제적 민족주의를 묵인했기 때문이 아니라 정부 파산과 분열을 피하기 위한 방편으로 "인수" 통과에 동의했다. 제퍼슨의 "만찬 모임"은 사실 "이미 준비된 기반 덕분에 성공한 지속적인 협상의 마지막 장"이었으며, "새로운 연방 정부의 첫 번째 위대한 타협"을 이루어냈다.
제퍼슨과 매디슨은 재정 계획에 따라 버지니아의 부채를 재계산하는 과정에서 해밀턴으로부터 큰 양보를 얻어냈다. 제로섬 협정이 고안되었는데, 버지니아는 연방 정부에 340만 달러를 지불하고 정확히 그 금액만큼 연방 보상을 받게 되었다. 버지니아 부채의 개정과 포토맥 거주는 궁극적으로 버지니아에게 1,300만 달러 이상의 이익을 가져다주었다.
자신의 경제 정책 제안에 대한 농업 지대의 적대감에 무관심했던 해밀턴은 "매우 다른 두 가지 의견 경향을 연합시켰다. 즉, 지역 자치와 제한된 정부를 소중히 여겼던 '신사 플랜터'들은 하층 중산층의 지지를 얻었고, '장인과 서부 농민'들은 민주 정부와 다수결주의를 선호했다." 이 두 세력, 하나는 공화주의적 신념을, 다른 하나는 민주적 신념을 가진 이들은 해밀턴의 개혁에 반대하는 공동의 목표로 단결하여 "전국 정당의 기반을 마련했다."
수도입지법은 1790년 7월 9일 하원에서 32대 29로 통과되었고, 인수 법안은 1790년 7월 26일 34대 28로 통과되었다.

## 행정과 성과
해밀턴의 보고서 채택은 사실상 가치 없었던 연방 및 주 채무 증서를 6천만 달러의 국채로 전환하는 즉각적인 효과를 가져왔다. 완전히 자금 지원을 받는 중앙 정부는 차입 능력을 되찾았고, 사회 불안이 유럽을 불안정하게 만들면서 외국인 투자를 유치했다. 또한 새로 발행된 채권은 유통 화폐를 제공하고 사업 투자를 촉진했다.
해밀턴은 1790년 12월 13일 주로부터 인수한 부채를 상환하는 데 필요한 수입을 늘리기 위해 소비세 일정을 제출했다. 국가 부채는 8천만 달러에 달했고, 연간 정부 지출의 거의 80%를 필요로 했다. 국가 부채에 대한 이자만으로도 1790년에서 1800년 사이에 국가 수입의 40%를 차지했다.
해밀턴은 이러한 프로그램을 수행할 국가 행정부를 설립하는 데 중요한 역할을 했다. 그는 가능한 최고의 기준을 제시하며 "역사상 가장 위대한 행정가 중 한 명"으로 불렸다. 그는 공직의 성과를 현대화하고 "신속성, 명확성 또는 규율을 희생하지 않으면서" 점점 더 복잡해지는 시스템의 세부 사항을 직접 감독했다.
재무부는 빠르게 명성과 인력을 키웠으며, 미국 세관, 미국 해안경비대, 그리고 해밀턴이 예견했던 재무 요원 네트워크를 포함했다. 해밀턴은 자신의 성공에 이어 공공 신용에 대한 두 번째 보고서를 즉시 제출했는데, 여기에는 미국 제1은행에 대한 그의 계획이 포함되어 있었다. 이는 공적 자금으로 운영되는 국영 민간 은행으로, 연방준비제도의 선구자가 되었다. 1791년 해밀턴은 제조업의 성장과 보호를 장려하는 세 번째 보고서인 제조업에 대한 보고서를 발표했다.
해밀턴의 공공 신용에 대한 첫 번째 보고서와 이후의 국립 은행 및 제조업에 대한 보고서는 "당대 가장 중요하고 영향력 있는 국정 보고서이며, 미국 역사상 가장 뛰어난 정부 보고서 중 하나"로 남아 있다.

## 같이 보기
- 공공 신용에 대한 두 번째 보고서
- 제조업에 대한 보고서
- 정치경제학
- 연방주의자 논집
- 공공 신용 추가 지원 계획에 관한 보고서